# Хокей з м'ячем
Хоке́й із м'ячем, також бе́нді (англ. bandy) — спортивна командна зимова гра, яка проходить на льодовому полі за участі двох команд. В Україні офіційно використовують термін «хокей із м'ячем», хоча у світі більш поширена назва «бенді».

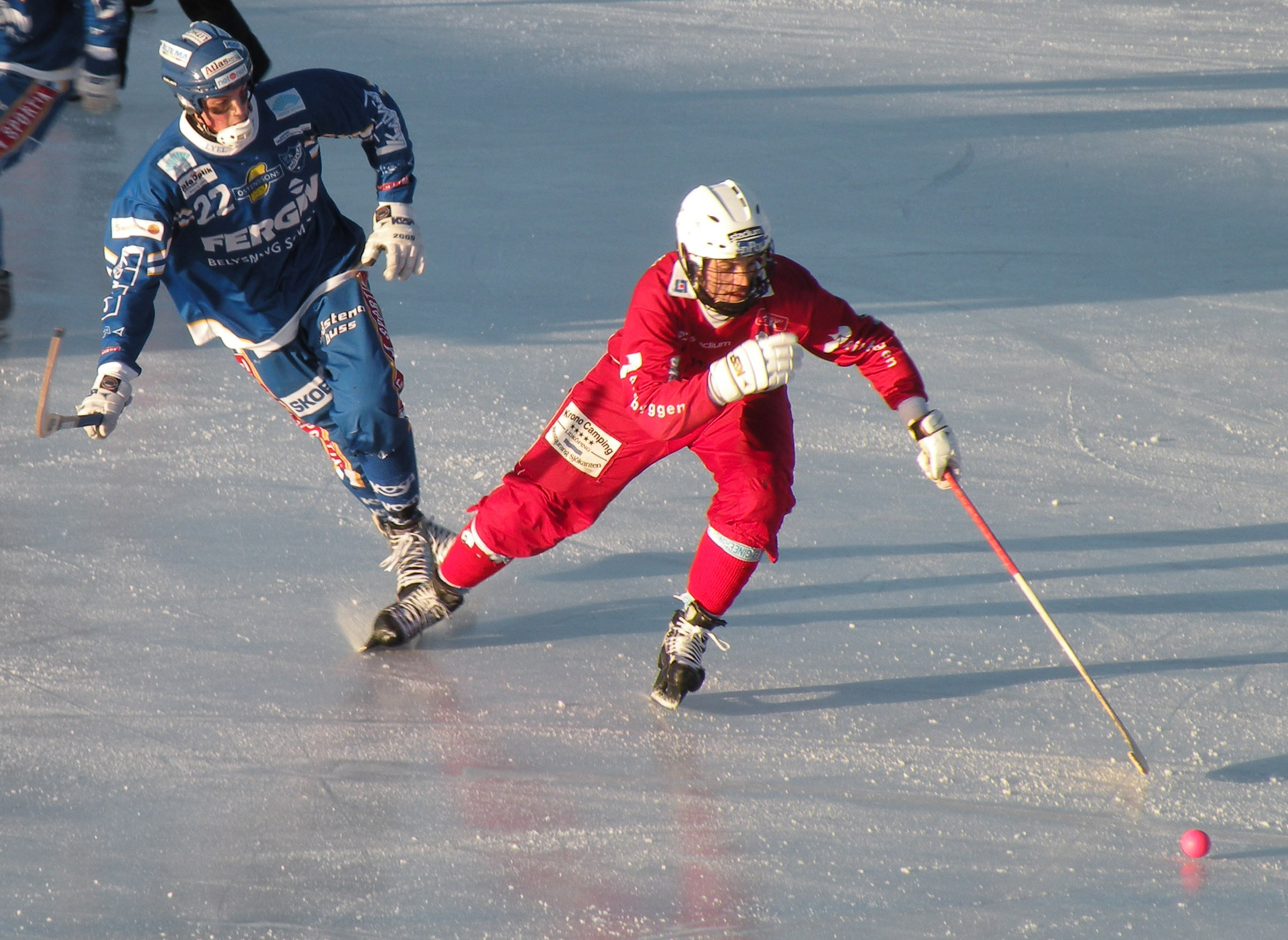
Матч між шведськими командами ІФК Мутала та АІК Лінчепінг. Січень 2011

Розмітка поля для гри в хокей з м'ячем

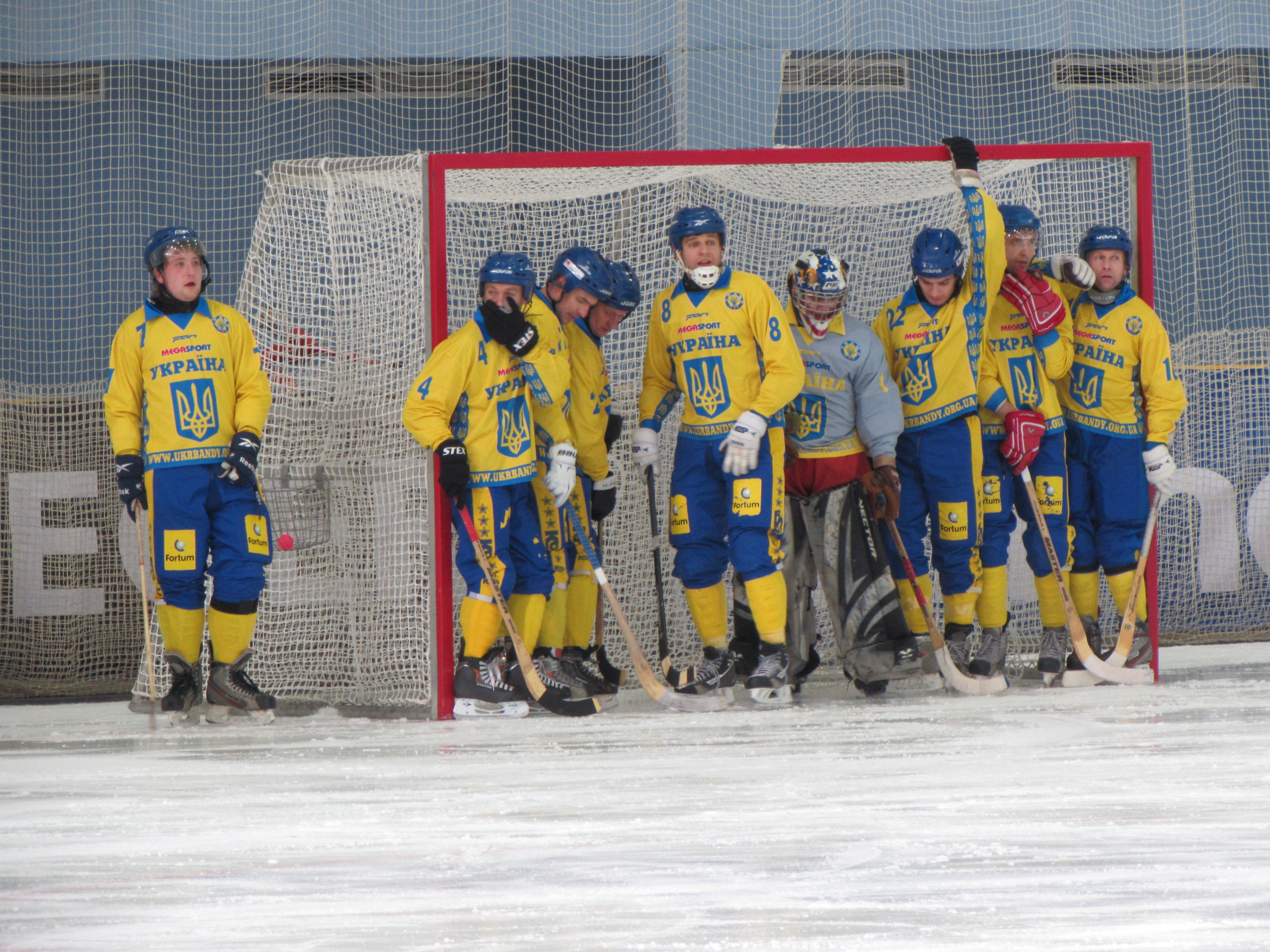
Збірна України

Країни, де ігри в хокей з м'ячем мають організований та регулярний характер, мають відповідні федерації або асоціації, які входять до Федерації міжнародного бенді (Federation of International Bandy). Бенді був представлений на Зимових Олімпійських іграх 1952 в Осло як показова олімпійська дисципліна. Як вид спорту бенді визнаний Міжнародним олімпійським комітетом, однак офіційно в Олімпійську програму на зимові ігри досі не включений. Одна з причин — мала кількість країн, де розвинений цей вид спорту.

## Етимологія
Англійська назва хокею з м'ячем («бенді») пов'язана з дієсловом to bandy, що походить від старофр. bander («завдавати ударів назад і вперед»), і первісно вживалася щодо ірландської гри XVII ст., схожої з хокеєм на траві. Ключку для неї також звали bandy. Інша версія виводить bandy з валлійського bando — назви схожої гри, у яку грали в Уельсі. Це слово пов'язують з гот. 𐌱𐌰𐌽𐌳𐌾𐌰, bandja, «бандя» — «крива палиця», «ковінька».
Стара англійська назва hockey on the ice, hockey on ice («хокей на льоду») на середину XX ст. вийшла з ужитку: щоб уникнути плутанини з хокеєм з шайбою, у якій теж грають на льодовому майданчику.
У російській мові хокей з м'ячем спочатку називали просто «хокей» — хокей із шайбою не мав значного поширення. Після того, як «шайба» набула популярності в СРСР у середині XX ст., «хокей із шайбою» чи «канадський хокей» стали звати «хокеєм», перенісши на нього назву хокею з м'ячем, а останній, утративши колишню популярність, став називатися «хокеєм з м'ячем».

## Правила гри
Хокей з м'ячем увібрав у себе елементи футболу та хокею з шайбою. Розмір льодового майданчика у бенді ідентичний футбольному полю. Гра ведеться не шайбою, а м'ячиком. Кожна команда складається з десяти польових гравців та одного воротаря. Всі гравці для пересування полем використовують ковзани. Польові гравці мають забити м'яч у ворота іншої команди, притому не дозволити польовим гравцям команди-суперника зробити те саме. Всі гравці (окрім воротарів, які захищають брамку) користуються ключками.
Покарання за порушення правил — видалення гравця. Сигналом до видалення, виступає пред'явлення гравцеві карток різного кольору. Біла картка позначає видалення на 5 хвилин, синя картка — видалення на 10 хвилин.
Заміни не обмежуються, і по ходу гри може братися тайм-аут. У хокеї з м'ячем виконуються кутові удари. При призначенні кутового удару, заміна гравців заборонена. Пенальті для хокею з м'ячем називається штрафним ударом і б'ється з 12 метрової позначки.
При встановленні нічиї, за підсумками основного часу, суддя може призначити додаткові тайми (2 тайми по 15 хвилин). Гра в додаткових таймах ведеться до першого пропущеного м'яча.
Тривалість гри обмежена часом (2 тайми по 45 хвилин; при занадто низькій температурі за рішенням арбітра — 3 тайми по 30 хвилин). Переможцем є команда, якій за час гри вдалося забити у ворота суперника більше м'ячів (голів).

## Історія
Оскільки людська цивілізація зародилася в регіонах з досить жарким кліматом, всі давні ігри з м'ячем та ключкою проводилися не на льоду, а на траві. Давньогрецькі записи і зображення підтверджують, що приблизно за часів Марафонської битви гра з м'ячиком і ключками була популярна в Елладі. Римські літописи містять численні описи знаменитої гри «паганіка» (лат. paganica — буквально «м'ячик»), в якій дві команди гравців загнутими палицями ганяли маленький шкіряний м'ячик, набитий волосом. Дослідники припускають, що ця гра була запозичена римлянами у древніх греків. Природно, що чітких правил цієї гри не існувало, з цієї причини по всій гігантської Римської імперії існувало безліч варіацій паганіки.
Перший матч гри, що підходила під сучасне визначення бенді, був зіграний у Лондоні, у Кришталевому палаці 1875 року. Тоді вона називалася «хокей на льоду» (hockey on the ice).
Давньоруські літописні пам'ятки X—XI ст. знайдені у стародавніх монастирях, містять згадки про ігри, що можуть бути предками сучасного хокею з м'ячем. Першу російську гру, схожу на англійський «бенді», описують у XVIII ст., щоправда, з правилами, дещо відмінними від правил англійської гри. Зараз Росія утримує провідні позиції у цій галузі: будучи засновницею «Міжнародної Федерації з хокею з м'ячем» у 1955 році (як СРСР), і виступаючи як найбільш успішна команда у світовій першості. Поряд з терміном bandy в англомовному світі вживають також — «Russian hockey», «російський хокей».
Окрім того, попередником сучасного хокею з шайбою можна вважати ігри з м'ячем і ключками, що грали в Голландії на льоду ще в XVI ст.
Термін bandy, «бенді», проте, походить з Британії. В Уельсі за стародавніх часів існувала гра «бандо», схожа зі сучасним хокеєм на траві — уперше це слово трапляється у словнику валлійської мови Джона Волтерса, опублікованому у 1770—1794 роках. У різні варіанти бандо грали по всій країні; її ще можна побачити в деяких районах. Гра стала особливо популярною у районі містечка Маргама в долині Гламорган — тамтешні широкі пляжі надавали чудове місце для неї. Як зимовий вид спорту британський бенді бере свій початок на Фенських болотах у Східній Англії, де обширні простори затоплених лук і мілководдя утворювали взимку природні ковзанки. Учасники бенді-клубу Bury Fen («Берійський Фен») Фото гравців клубу у 1882 році уперше оприлюднили правила цієї гри і впровадили її у деяких країнах. Перший міжнародний матч відбувся у 1891 році — між командами Bury Fen і Haarlemsche Hockey & Bandy Club («Гарлемським хокейним і бенді- Клубом»). Того ж року в Англії засновано National Bandy Association («Національне Об'єднання хокею з м'ячем»).

## Хокей з м'ячем у світі
У щорічних чемпіонатах світу, організатором яких виступає Федерація міжнародного бенді, протягом останніх років бере участь по 17-18 команд з Європи, Північної Америки та Азії. Найстаршими учасниками цього турніру є Росія (СРСР), Швеція та Фінляндія, які брали участь у всіх чемпіонатах, починаючи з 1957 року. З 1961 року бере участь в турнірах збірна Норвегії. З 1985 року регулярно направляють свою збірну на чемпіонати світу Сполучені Штати Америки. 1991 року в чемпіонатах виступають збірні Нідерландів, Канади та Угорщини, з 1995 року — збірна Казахстану, з 2001 року — збірна Білорусі, з 2003 року — збірна Естонії, з 2006 року — збірна Монголії, з 2007 року — збірна Латвії, з 2012 року — збірні Киргизстану та Японії, з 2013 року — збірна України, з 2014 року — збірні Німеччини та Сомалі, з 2015 року — збірна Китаю, з 2016 року — збірна Чехії.

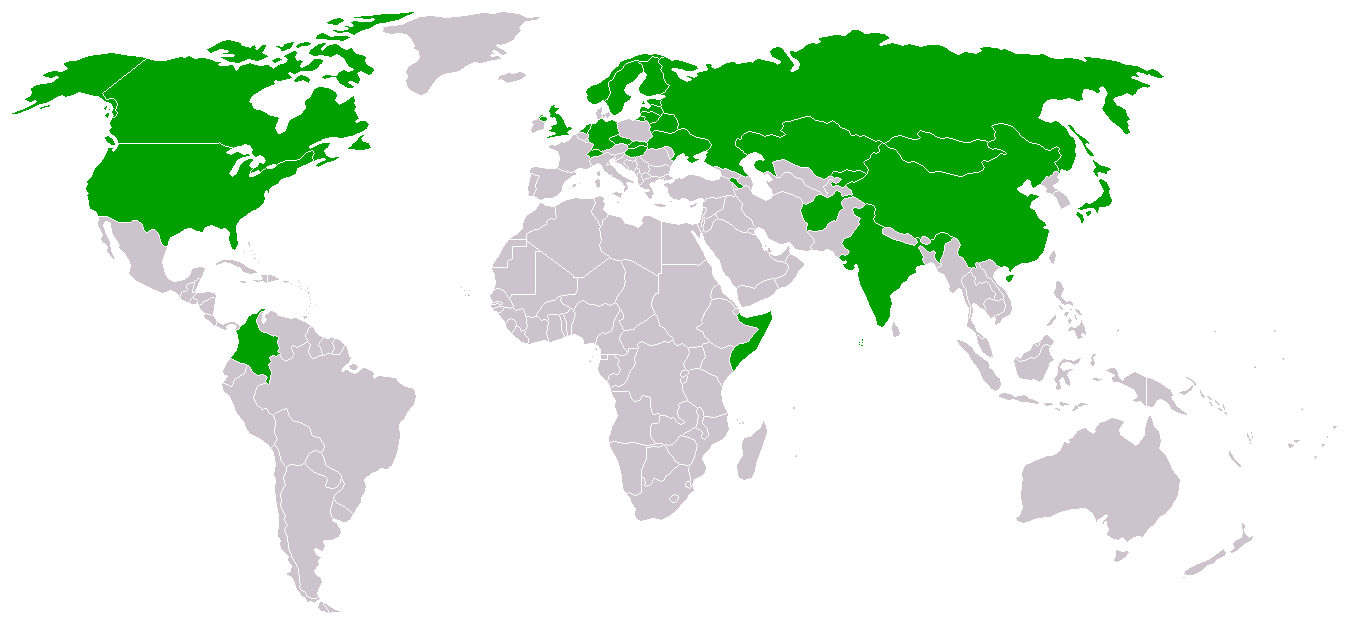
Країни-учасниці Міжнародної федерації хокею з м'ячем

Враховуючи незначну кількість країн, в яких проводяться регулярні ігри з хокею з м'ячем, в чемпіонатах світу бере участь практично будь-яка національна збірна, яка подала заявку на участь у турнірі. У ході турніру команди розбиваються на дві групи, до групи А входять найсильніші збірні, до групи В — інші команди.
Результати останніх чемпіонатів світу дозволяють говорити про те, що в світовому хокеї з м'ячем сформована своєрідна «табель про ранги». Найсильнішими збірними є російська та шведська. При певних обставинах конкуренцію їм може скласти команда Фінляндії, яка вже має в своєму активі титул чемпіона світу. Ці збірні, а також збірна Казахстану, яка п'ять раз здобувала «бронзу», і збірна Норвегії формують «велику п'ятірку» найсильніших команд світу.
У групі А, яка складається з шести збірних, право грати на чемпіонаті світу в останні кілька років виборюють один у одного збірні Білорусі та США. З решти збірних найсильнішою вважалася збірна Канади, але коли 2007 року ця команда з фінансових причин не змогла прибути на чемпіонат, її місце і на чемпіонаті і в «табелі про ранги» зайняла команда Латвії.
Крім країн, збірні яких беруть участь в чемпіонатах світу, в Міжнародній федерації хокею з м'ячем представлені також Індія (2002), Італія (2002), Польща (2005), Австралія (2006), Ірландія (2006), Сербія (2006), Швейцарія (2006).
2008 року членами федерації стали Литва, Вірменія та Аргентина, 2010 року — Англія і Китай, 2012 року — Афганістан, 2013 року — Німеччина, 2014 року — Чехія та Данія, 2017 року — Колумбія.
Крім турнірів національних збірних, у хокеї з м'ячем також проводяться міжнародні турніри серед клубних команд. Найпрестижнішим з них є Кубок світу з хокею з м'ячем, який щорічно проводиться у Швеції. Важливе значення має також Кубок європейських чемпіонів. Проводиться також цілий ряд комерційних турнірів, найвідоміший з яких Кубок чемпіонів (Champions Cup).